# 郷古潔

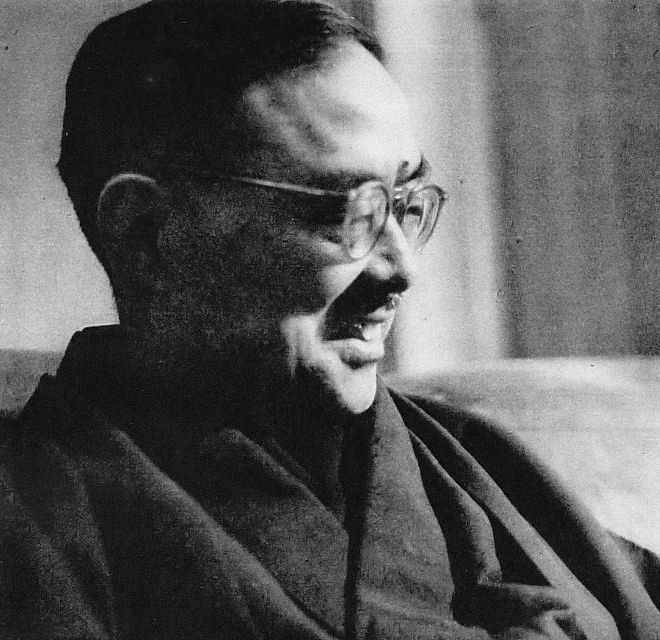
郷古潔

郷古 潔（ごうこ きよし、1882年（明治15年）11月13日 - 1961年（昭和36年）4月28日）は、日本の実業家。三菱重工業社長、太平洋戦争時の東條内閣顧問。戦後はA級戦犯として逮捕され、公職追放された。

## 経歴
地域の教育者であった郷古玉三郎、ゆうの長男として岩手県胆沢郡水沢町（水沢市を経て、現・奥州市）不断町にて生まれた。先祖は仙台藩伊達氏の一門である留守家に仕えた藩医。盛岡中学校（及川古志郎、野村胡堂らと同級）、第一高等学校（東京大学教養学部）、東京帝国大学法科大学法律科を経て、1908年8月、三菱合資会社に入社。入社後すぐに九州の炭鉱へ転勤を命じられた。後には三菱造船、神戸造船、三菱重工、日本航空会社と三菱財閥の各社で勤務。
1941年には三菱重工の社長に就任。1943年、東條英機の内閣顧問となるが、三菱の総帥岩崎小彌太に相談せずに決めたため怒りを買い、「三菱人は政治に関与せず」の伝統を破ったとして社長を解任され、閑職の会長に退く。
同年8月23日、内閣顧問の立場から昭和天皇に「我が国ノ航空機工業」と題して進講する。
時局の進展にともない次第に戦時体制の戦略的指導者に押しあげられ、大政翼賛会の生産拡充委員長を務め、敗戦直前には軍需省顧問となった。よくドイツのクルップと日本の三菱は戦時中に軍需生産の中心だったので「軍需廠（ぐんじゅしょう）」といわれていた。
1945年12月2日、連合国軍最高司令官総司令部は日本政府に対し、郷古を逮捕するよう命令（第三次逮捕者59名中の1人）。A級戦犯として逮捕され巣鴨刑務所に収監された。連合国総司令部渉外局は「三菱重工業社長郷古潔氏が東條家に対して現金、株式その他によつて総額一千万円を贈与した」等の調査結果を発表。出所後は公職追放などの処分を受けた。1951年、追放解除後は在京岩手振興協会の会長となる等、財界に復帰し、財界のご意見番となった。
また、1952年から1960年にかけて防衛庁所管の日本兵器工業会（現 日本防衛装備工業会）で初代会長を務めた。
東京において鹿島精一とともに財界人の立場から岩手県人会を盛り立てることにも熱心であった。墓所は青山霊園(1イ2-13)。